# Orwellion
Orwellion is een kevergeslacht uit de familie van de boktorren (Cerambycidae). De wetenschappelijke naam van het geslacht werd voor het eerst geldig gepubliceerd in 1985 door Skiles.

## Soorten
Orwellion omvat de volgende soorten:
- Orwellion fasciatum Skiles, 1985
- Orwellion gibbulum (Bates, 1880)
- Orwellion lineatum Skiles, 1985
- Orwellion occidentalis (Giesbert & Hovore, 1976)